# Ahmet İlhan Özek
Ahmet İlhan Özek (* 1. Januar 1988 in Aydın) ist ein türkischer Fußballspieler.

## Karriere

### Verein
Ahmet İlhan Özek begann mit dem Vereinsfußball in der Jugend von Aydınspor und wechselte von dort aus 2006 in die Jugend von Anadolu Üniversitesi SK. 2006 erhielt er hier einen Profi-Vertrag und spielte auf Anhieb im Profi-Team als Stammspieler.
Nach zwei Saisons in der Jugend von Anadolu Üniversitesi unterschrieb er mit dem Zweitligisten Bozüyükspor einen Profi-Vertrag. Hier wurde er auf Anhieb Stammspieler und spielte zwei Spielzeiten lang durchgängig. Besonders in seiner zweiten Saison konnte er seine Leistungen steigern und erzielte in 29 Spielen elf Treffer.
So wurden auch mehrere Mannschaften aus den oberen Ligen auf ihn aufmerksam. Das Rennen machte der Erstligist Manisaspor. In seiner ersten Saison bei seinem neuen Verein kam er nur sporadisch zum Einsatz und fristete eher ein Reservistendasein. In der Saison 2011/12 gelang ihm der Durchbruch bei Manisaspor und er zählte zu den Shooting-Stars der Hinrunde. In der Rückrunde erlebte seine Mannschaft einen großen Leistungseinbruch und konnte am Saisonende die Klasse nicht halten.
Zum Sommer 2012 wechselte er wie sein Mannschaftskollege Yiğit İncedemir zum Erstligisten Kardemir Karabükspor. Er unterschrieb hier einen Dreijahresvertrag.
Zur Saison 2015/16 wechselte Özek innerhalb der Süper Lig zu Çaykur Rizespor. Hier wurde er im Laufer der Rückrunde der Saison 2016/17 aus dem Mannschaftskader suspendiert und sein Vertrag Anfang Mai 2017 vorzeitig aufgelöst. Im Sommer 2017 wurde er vom Erstligisten Gençlerbirliği Ankara verpflichtet. Mit diesem Verein verfehlte er zum Saisonende den Klassenerhalt und ging mit ihm in die TFF 1. Lig. Hier gelang ihm mit seinem Verein die Vizemeisterschaft der Liga und damit der direkte Wiederaufstieg.
Mit seinem Vertragsende zum Sommer 2019 verließ Özek die Hauptstädter und wurde vom Zweitligisten Giresunspor verpflichtet.

### Nationalmannschaft
Özek wurde 2011 zum ersten Mal für die zweite Auswahl der türkischen Nationalmannschaft berufen. Am 6. Februar 2013 gab er sein Debüt für die Türkei im Freundschaftsspiel gegen Tschechien.

## Erfolge
Gençlerbirliği Ankara
- Vizemeister der TFF 1. Lig und Aufstieg in die Süper Lig: 2018/19